# Heterospilus aphrodite
Heterospilus aphrodite (лат.) — вид наездников рода Heterospilus из подсемейства Doryctinae семейства бракониды (Braconidae). Встречаются в Центральной Америке: эндемик Коста-Рики.

## Описание
Мелкие перепончатокрылые насекомые, длина от 3,0 до 3,5 мм. Голова и ноги жёлтая. Жгутик коричневый (состоит из 25 члеников). Скапус жёлтый, без латеральной коричневой полосы. Мезосома двуцветная: скутеллюм, мезоскутум и мезоплеврон тёмно-коричневые; пронотум, проплеврон, проподеум и низ жёлтые. Голова в основном гладкая (лоб и вертекс; лицо слегка бороздчатое). Скутум, мезоскутум гранулированные; мезоплеврон гладкий. Расстояние между сложным глазом и простым глазком (оцеллием) равно двум диаметрам бокового простого глазка. Маларное пространство примерно равно 0,25 высоты глаза. Первый тергит брюшка продольно бороздчатый; его апикальная ширина равна длине тергита. 2-й тергит продольно бороздчат. 4-7-й тергиты брюшка гладкие. Яйцеклад в длину равен длине первого и второго тергитов метасомы. Жилка r переднего крыла короче чем жилка 3RSa. В переднем крыле развита радиомедиальная жилка. Передняя голень с единственным рядом коротких шипиков вдоль переднего края. На задних тазиках ног есть отчётливый антеровентральный базальный выступ, вертекс головы сбоку у глаз нерезко угловатый. Предположительно, как и другие виды рода Heterospilus, паразитируют на жуках или бабочках. Вид был впервые описан в 2013 году американским гименоптерологом Полом Маршем (Paul M. Marsh; Норт-Ньютон, Канзас, США) с группой американских коллег-энтомологов (Wild Alexander L., Whitfield James B.; Иллинойсский университет в Урбане-Шампейне, Эрбана, Иллинойс, США).
Вид Heterospilus aphrodite был назван в честь древнегреческой богини красоты и любви Афродиты. От близких видов отличается двуцветным телом, коричневым жгутиком, крупными глазками и укороченным яйцекладом.